# Sikoku
Sikoku (jap. 四国 Shikoku; tłum. „cztery prowincje”) – najmniejsza i najsłabiej zaludniona z czterech głównych wysp Japonii, położona w południowo-zachodniej części Wysp Japońskich, między Morzem Wewnętrznym a Oceanem Spokojnym.

## Historia
Nazwa wyspy wywodzi się od historycznych „czterech prowincji”: Sanuki (obecnie prefektura Kagawa), Awa (prefektura Tokushima), Tosa (prefektura Kōchi) oraz Iyo (prefektura Ehime).
W ubiegłych wiekach do Sikoku podążały pielgrzymki ku czci mnicha Kūkaia (Kōbō Daishi); zwyczaj ten jest kultywowany do dziś.

## Geografia
Shikoku jest jedną z czterech głównych wysp (Hokkaido, Honsiu, Kiusiu, Shikoku), które składają się na Japonię. Wyspa znajduje się pomiędzy Morzem Wewnętrznym, oddzielającym Sikoku od Honsiu, i Oceanem Spokojnym (zatoka Tosa). 
Trzy mosty na Morzu Wewnętrznym tworzą dogodne połączenia pomiędzy Honsiu i Sikoku: 
1. łączy Kobe z miastem Naruto w prefekturze Tokushima poprzez wyspę Awaji (Most Akashi Kaikyō);
2. łączy Hayashimę w prefekturze Okayama z miastem Sakaide w prefekturze Kagawa (drogą ekspresową Seto-Chūō przez sześć mostów, w tym Wielki Most Seto; na tej trasie znajduje się również linia kolejowa);
3. łączy Onomichi w prefekturze Hiroszima z miastem Imabari w prefekturze Ehime za pośrednictwem drogi ekspresowej Nishi-Seto (trzy mosty Kurushima-Kaikyō)[3].

Wzdłuż wybrzeży Morza Wewnętrznego i Pacyfiku występują równiny, wnętrze wyspy zajmuje łańcuch gór Sikoku (Shikoku-sanchi). Ma około 4 mln mieszkańców, a pod względem wielkości terytorium odpowiada województwu łódzkiemu. Północna część wyspy (prefektury Tokushima, Ehime i Kagawa) stanowi część pasa przemysłowego Morza Wewnętrznego. 
Dużą część terenów wokół Morza Wewnętrznego zajmuje Park Narodowy Seto Naikai. Wyjątkowe piękno białych plaż, porośniętych sosną wysepek, dzikich urwisk skalnych i świątyń, przyciąga wielu zwiedzających.
Najwyższym szczytem wyspy jest Ishizuchi (1982 m) w prefekturze Ehime, a najdłuższą rzeką jest Yoshino o długości 194 km

## Gospodarka
Wybrzeże Morza Wewnętrznego, oblewające wyspę od północy, to centrum rybołówstwa i przemysłu oraz ruchliwy kanał komunikacyjny. Z Morzem Wewnętrznym graniczy jedenaście prefektur. Działalność przemysłu i odzyskiwanie z morza nowych terenów naruszyły miejscami linię brzegową, zanieczyściły wody i utrudniły połowy.
Gałęzie przemysłu i branże o długiej tradycji na wyspie: tradycyjne rzemiosło, rolnictwo, hodowla zwierząt, przemysł spożywczy, produkty rolne, rybołówstwo, produkty morskie, akwakultura, leśnictwo, produkcja drewna, celulozy i papieru, przemysł stoczniowy, tekstylia, wyroby metalowe, maszyny transportowe, metale nieżelazne, chemikalia, przetwórstwo ropy naftowej.
Nowe gałęzie przemysłu: elektroniczny, diody elektroluminescencyjne (LED), nanotechnologia, biotechnologia.
W części południowej mieszkańcy trudnią się uprawą cytrusów, wyrębem drzew oraz rybołówstwem. Sezon wegetacji roślin wynosi tu aż 260 dni.
Łączny produkt krajowy brutto (PKB) Sikoku dla głównych gałęzi przemysłu wynosi 5,6% ogólnokrajowej sumy, powyżej średniej w porównaniu z innymi regionami Japonii. Wartość wytwarzanych towarów wynosi około 80,728 mln USD, czyli 3,1% ogółu kraju.

## Matsuyama
Największym miastem na Shikoku jest Matsuyama, stolica prefektury Ehime. W centrum miasta stoi zamek Matsuyama, który stanowi także punkt widokowy na miasto i Morze Wewnętrzne.
Miasto Matsuyama słynie z popularnej powieści humorystycznej autorstwa Sōseki Natsume, zatytułowanej Botchan (1906, wyd. pol. „Panicz” 2009). Często czytana jako część japońskiego programu szkolnego, powieść opisuje Matsuyamę podczas restauracji Meiji. 
W książce Botchan wymieniany jest także jeden z najstarszych ośrodków termalnych w Japonii o nazwie Dōgo Onsen. Wyjątkową jego atrakcją jest słynny, główny budynek (Dōgo Onsen Honkan) zbudowany w 1894 roku w okresie Meiji. Wygląd zewnętrzny i drewniane wnętrze pełne schodów, przejść i pomieszczeń były inspiracją dla reżysera filmów animowanych, Hayao Miyazakiego, przy tworzeniu wielokrotnie nagradzanego filmu animowanego pt.: „Spirited Away: W krainie bogów”.

## Pielgrzymka
Częstym celem przybycia na Shikoku jest pielgrzymka do 88 świątyń. Są to miejsca, w których przebywał i studiował mistrz Kūkai (Kōbō Daishi; 774–835), jedna z największych postaci japońskiego buddyzmu. Trasa pielgrzymki do wszystkich świątyń ma około 1450 km długości. W dawnych czasach wędrówka zabierała 40-50 dni, ale obecnie pielgrzymi poświęcają zazwyczaj jeden dzień na odwiedzenie kilku świątyń, korzystając z autobusu lub taksówki. Pielgrzymi mogą skorzystać z dowolnej metody odpowiadającej ich indywidualnej sytuacji.

## Galeria

Dōgo Onsen Honkan
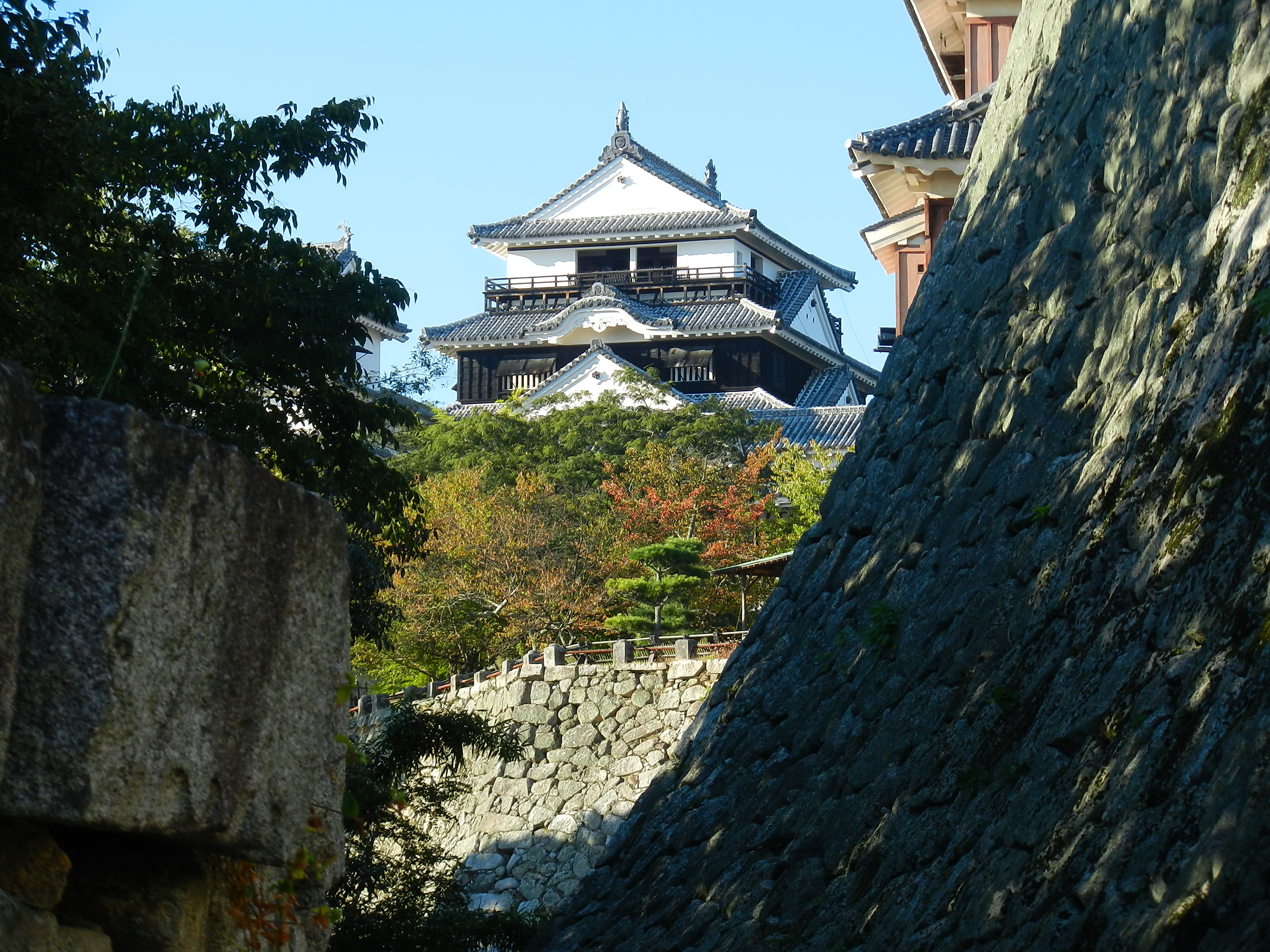
Zamek Matsuyama
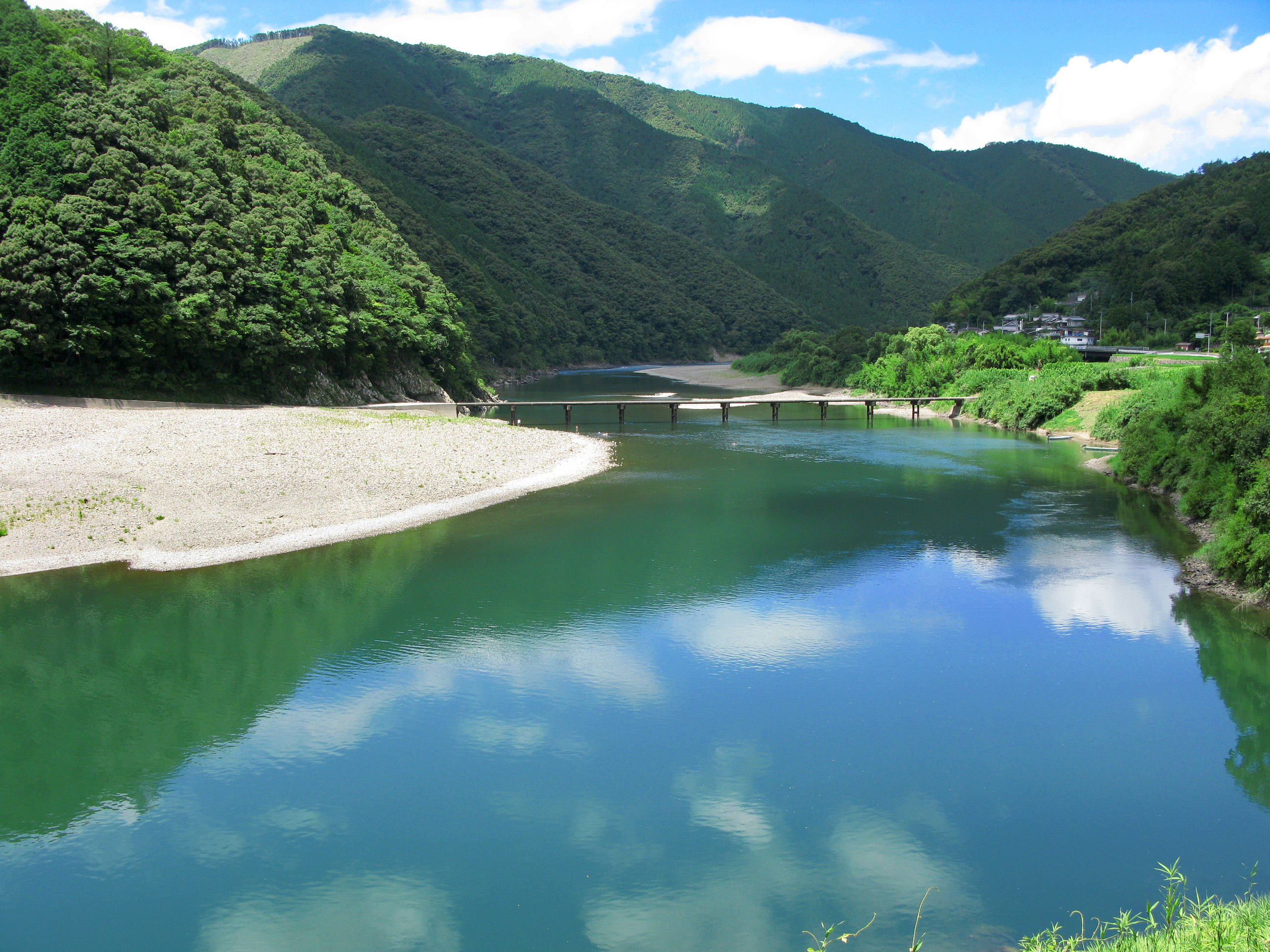
Rzeka Shimanto i most Iwama, pref. Kōchi
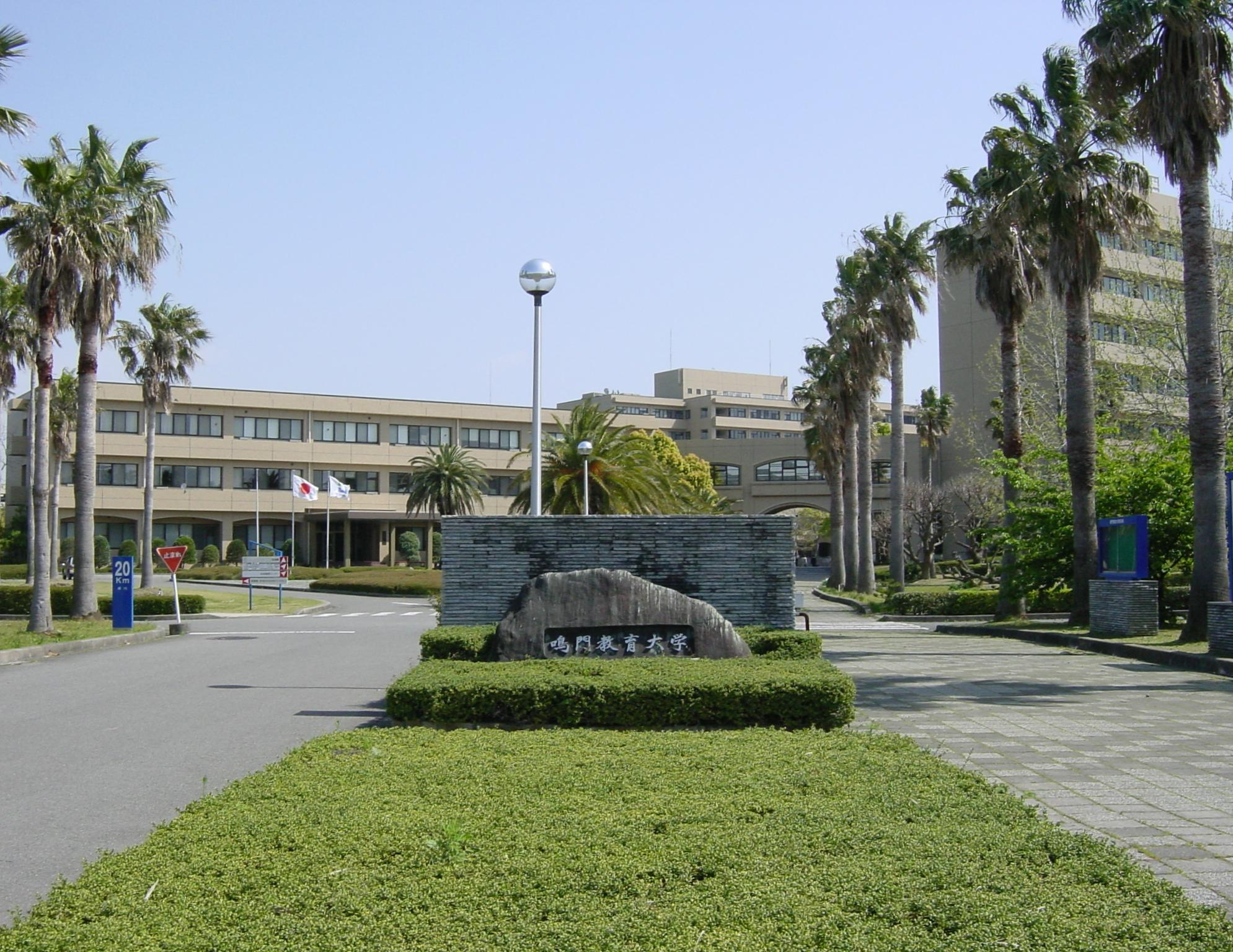
Naruto Kyōiku Daigaku (Naruto University of Education), pref. Tokushima
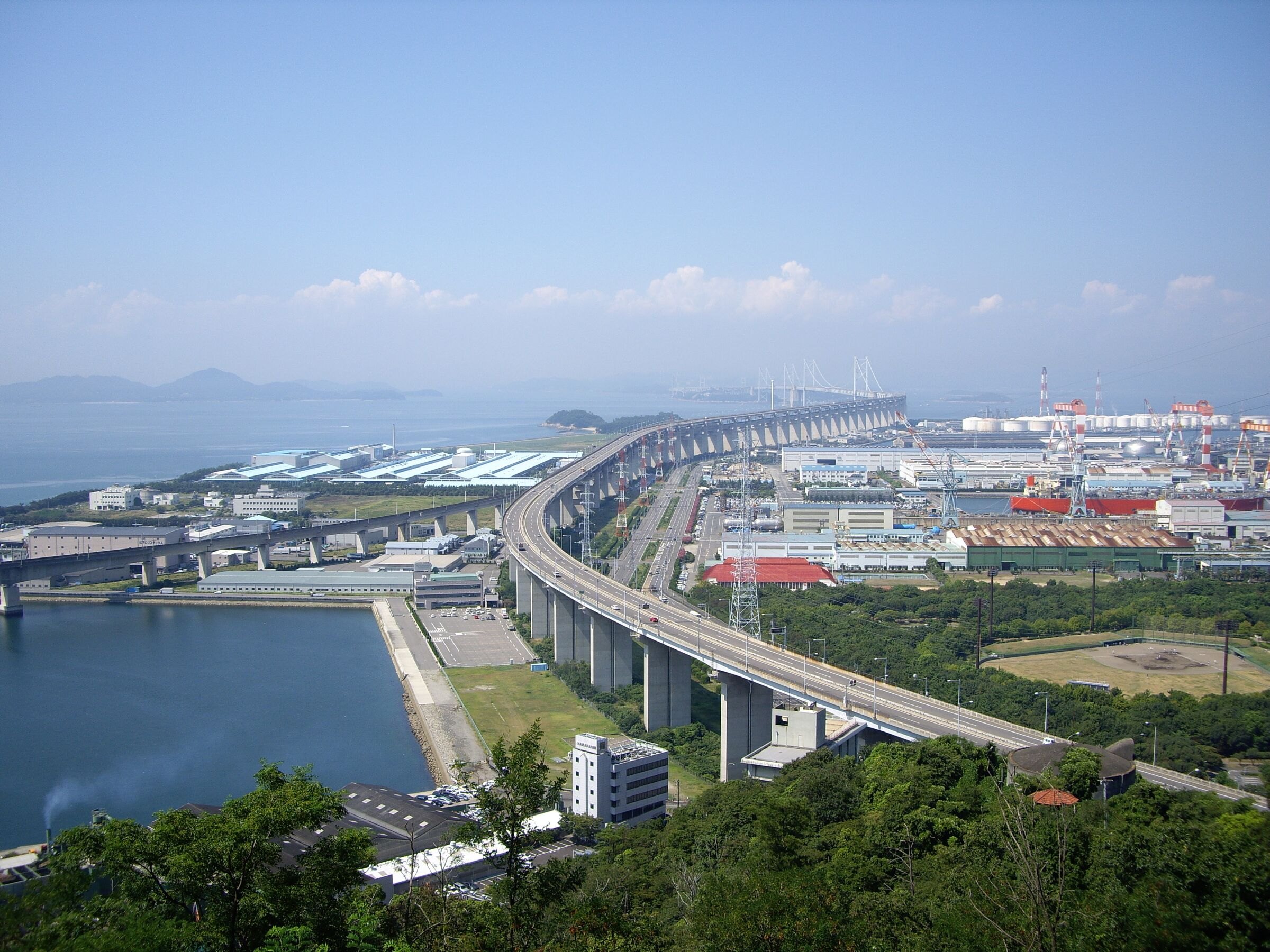
Wielki Most Seto (Seto Ō-hashi), pref. Kagawa
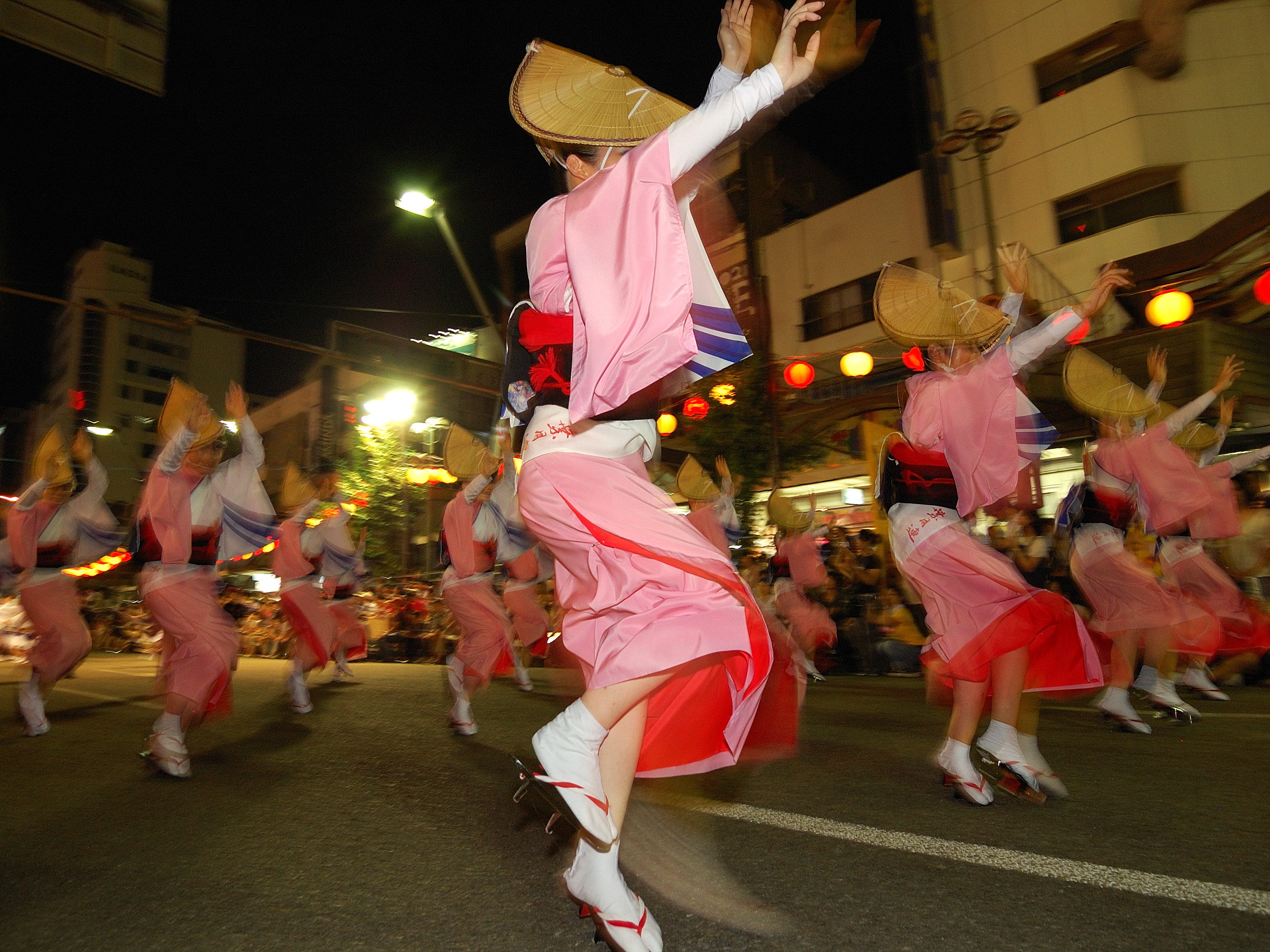
Festiwal tańca awa, pref. Tokushima
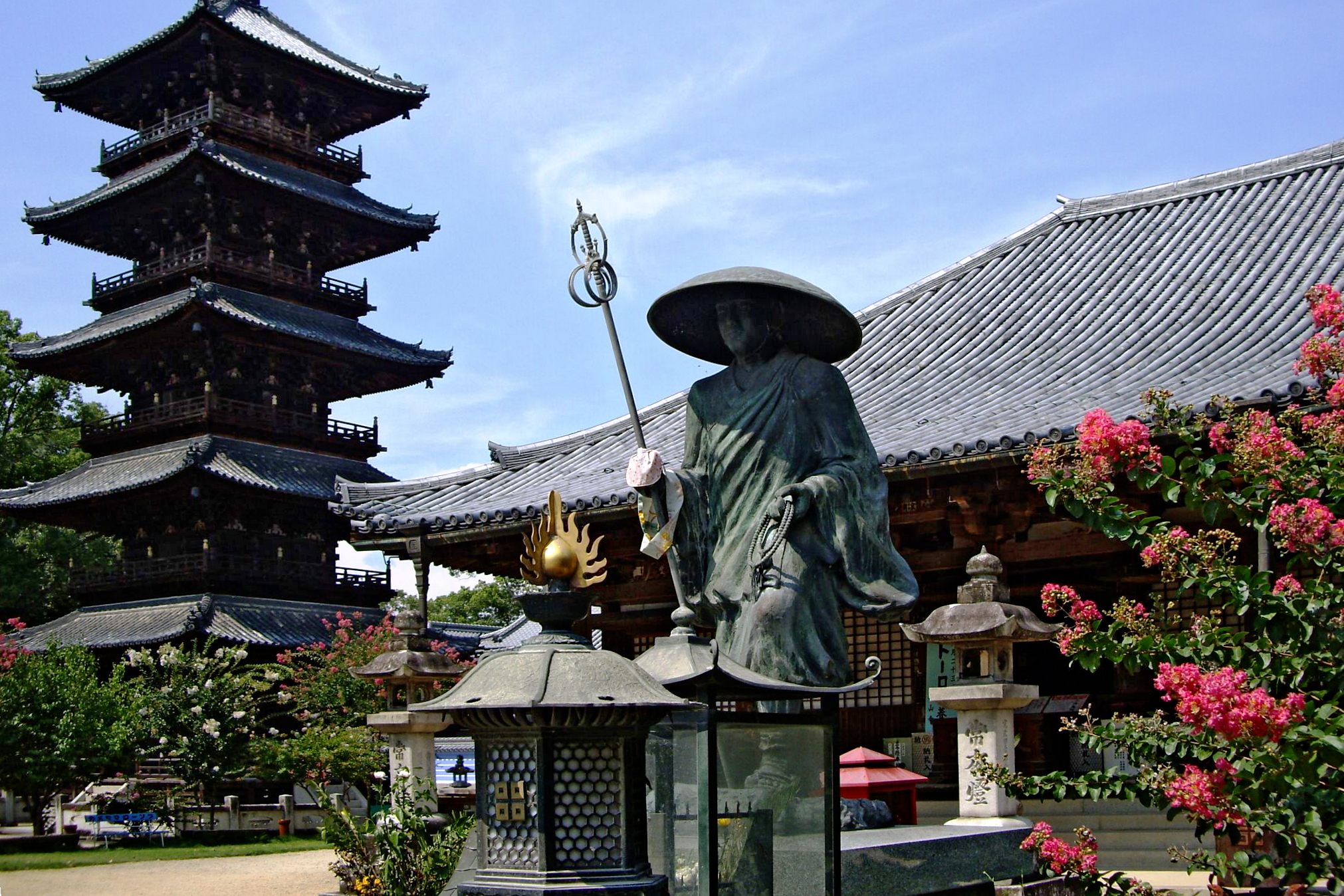
Świątynia Motoyama-ji, pomnik Kōbō Daishi (Kūkai), Mitoyo, pref. Kagawa
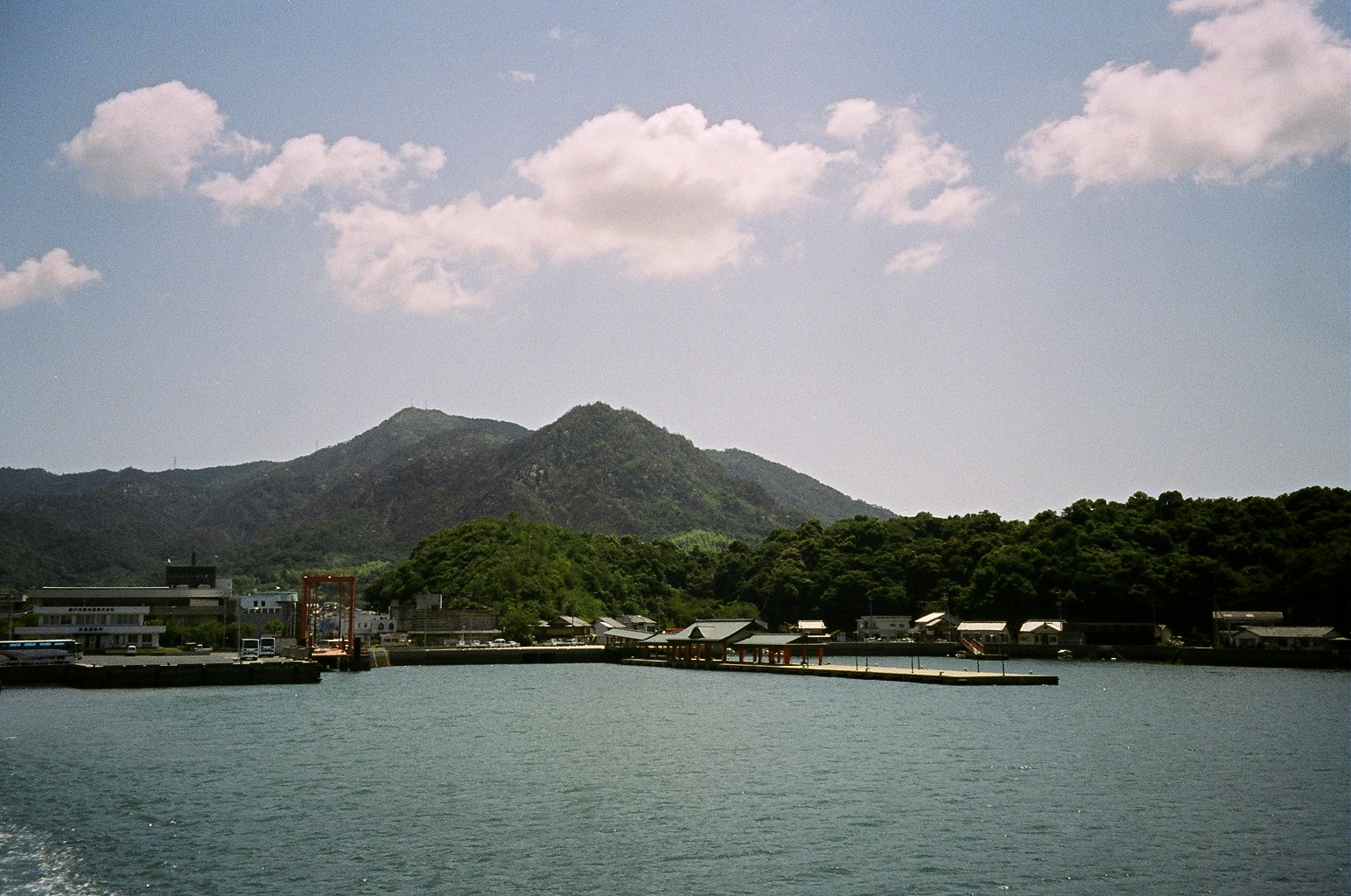
Przystań Miyaura na wyspie Ōmi, Imabari